# Severiano Ribeiro da Cunha
Severiano Ribeiro da Cunha (Caucaia, 6 de novembro de 1831 — Fortaleza, 4 de setembro de 1876), primeiro e único visconde de Cauípe, foi comerciante e filantropo brasileiro.

## Biografia
Nasceu na localidade de Cauípe, junto ao município de Soure (atual Caucaia), filho dos portugueses Felisberto Correia da Cunha e de Custódia Ribeiro da Cunha, e irmão de Joaquim da Cunha Freire, futuro barão de Ibiapaba.
Abraçou a tida do comércio, adquirindo uma fortuna regular. Exerceu diversos cargos políticos, porém não se filiou a partido algum.
Trabalhou arduamente pela Santa Casa de Misericórdia de Fortaleza, da qual foi vice-provedor por vários anos.
Faleceu com apenas 44 anos, de lesão cardíaca. Na época, estava trabalhando pela criação do asilo de alienados, atual Hospital Psiquiátrico São Vicente de Paulo, cujas obras iniciaram um ano depois de sua morte e só veio a ser inaugurado em 1886, em terreno cedido por José Francisco da Silva Albano (futuro Barão de Aratanha). Seus restos mortais repousam em jazigo familiar no Cemitério São João Batista.

## Família
Casou-se com Eufrásia Gouveia da Cunha (1836 - 1877), filha do comendador Manuel Caetano de Gouveia (1791 - 1863), cavaleiro da Ordem de Cristo, primeiro cônsul português no Ceará, e de Francisca Agrela de Gouveia. Eles tiveram dois filhos:
1. Luísa Gonzaga da Cunha (1864 - 1898). Casou duas vezes: a primeira, com José Correia Sombra (1852 - 1888), médico, formado pela Faculdade de Medicina do Rio de Janeiro, em 1881, natural de Maranguape; a segunda, com Guilherme Chambly Studart (1856 - 1938), barão de Studart.
2. Luís Gouveia da Cunha (1871 - 1903). Guarda-mor da Alfândega de Manaus.

## Homenagens
- Em 1 de maio de 1873, recebeu do governo português o título de visconde de Cauípe, tomado de seu lugar de origem.
- Por decreto de 17 de abril de 1874, tornou-se comendador da Imperial Ordem da Rosa.
- Alvará de 12 de maio, fêl-o Moço Fidalgo com exercido na Casa Real de Portugal.
- Foi também tenente-coronel da Guarda Nacional.